# FN's sikkerhedsråd
De Forenede Nationers Sikkerhedsråd er den gren af de Forenede Nationer, der er ansvarlig for opretholdelsen af international fred og orden. Organets beføjelser fremgår af FN-pagten, og involverer fredsbevarende operationer, etablering af internationale sanktioner, samt brug af militær magt.

## Historisk
Der er for få eller ingen kildehenvisninger i dette afsnit, hvilket er et problem. Du kan hjælpe ved at angive troværdige kilder til de påstande, som fremføres.

Sikkerhedsrådet har fem permanente medlemmer: USA, Frankrig, Folkerepublikken Kina, Rusland og Storbritannien. De fem permanente medlemmer blev udvalgt på baggrund af den geopolitiske magtbalance i kølvandet på 2. verdenskrig. Populært sagt så er det 2. verdenskrigs sejrherrer, der gør krav på de permanente pladser. I forbindelse med Den kinesiske borgerkrig, der resulterede i de to Kina'er (Taiwan og Folkerepublikken Kina), var der i en kort periode kamp mellem USSR og USA om hvem der sad med. Dette skal ses i forlængelse af, at de permanente medlemmers magtbeføjelser er ganske betydelige; enhver vedtagen beslutning kan nedstemmes af et permanent medlem (se: vetoret). Udover de fem permanente medlemmer er der ti valgte medlemmer, der i dag sidder i perioder på 2 år.
Rådet har hovedansvaret for verdens sikkerhedsproblemer. Rådet er dog handlingslammet, hvis et af de faste medlemmer nedlægger veto mod et forslag. Dette er sket adskillige gange, hvilket fra tid til anden forårsager en ophedet diskussion, da enkelte af de permanente medlemmer dårligt kan retfærdiggøre deres vetoret. Sikkerhedsrådet kan pålægge FN's medlemslande at deltage i økonomiske, kommunikationsmæssige og militære sanktioner mod en stat som repræsenterer en trussel mod freden.

### Danmark i Sikkerhedsrådet
Danmark har tidligere været valgt som medlem af Sikkerhedsrådet i fire perioder: 1953–54, 1967–68, 1985–86 og 2005–2006. Desuden har Danmark siden 1948 stillet militære styrker til rådighed for FN's fredsbevarende styrker, som er underlagt Sikkerhedsrådet.
I perioden 2025-26 bliver Danmark endnu en gang en del af rådet. Her vil delegationens fokus i perioden blandt andet være på sikkerhedsmæssig forebyggelse, folkeret og ligestilling.

## Resolutioner
Sikkerhedsrådet kan vedtage resolutioner og beslutninger, ligesom andre FN-organer. Generelt anses resolutioner vedtaget af Sikkerhedsrådet, der handler i henhold til FN-pagtens kapitel VII, som værende bindende for medlemslande. Dette er i overensstemmelse med FN-pagtens artikel 25.

## Reformering af Sikkerhedsrådet
Reformering af Sikkerhedsrådet kan bl.a. omfatte spørgsmål om rådets sammensætning (antallet af medlemmer, geografisk repræsentation, fordeling af permanente medlemmer m.m.), vetoret, arbejdsmetoder og ansvarsområder i relation til Generalforsamlingen. Enhver reformering og ændring af Sikkerhedsrådet vil kræve en ændring af den eksisterende FN-pagt.Ændringer af denne sker i henhold til artikel 108 i FN-pagten, som kræver, at to tredjedele af FN's medlemslande ved en afstemning i Generalforsamlingen godkender ændringen, hvorefter to tredjedele af medlemsstaterne ligeledes skal ratificere ændringen. Desforuden skal alle de permanente medlemmer af Sikkerhedsrådet – som har vetoret – ligeledes godkende og ratificere ændringen.
FN-pagten er blevet ændret fem gange:
- 1965: Artikel 23 blev ændret for at udvide Sikkerhedsrådet fra 11 til 15 medlemmer
- 1965: Artikel 27 blev ændret for at øge det nødvendige antal Sikkerhedsrådsstemmer fra 7 til 9
- 1965: Artikel 61 blev ændret for at udvide Det Økonomiske og Sociale Råd fra 18 til 27 medlemmer
- 1968: Artikel 109 blev ændret for at ændre kravene med hensyn til en generalkonference af medlemsstaterne for at revidere FN-pagten
- 1973: Artikel 61 blev ændret igen for yderligere at udvide Det Økonomiske og Sociale Råd fra 27 til 54 medlemmer

### Udvidelse
Diskussioner om udvidelse af Sikkerhedsrådet – heriblandt udvidelse af dets permanente medlemmer – har pågået siden 1992. Tyskland førte i 2004 en kampagne for at få et permanent plads i Sikkerhedsrådet, hvor den tyske kansler Gerhard Schröder i august 2004 bl.a. udtalte, at "Tyskland har ret til et sæde". Et af forslagene gik angiveligt her på en model med tre niveauer, hvor man ville bibeholde de fem permanente medlemmer, men ville tilføje et nyt niveau med lande som Tyskland og Japan, der skiftevis ville sidde i Sikkerhedsrådet for en 5-årig periode. Tyskland har efterfølgende gentagende gange presset på for at udvide og sikre sig en permanent plads i Sikkerhedsrådet; eksempelvis gav Olaf Scholz udtryk for dette ønske i september 2022.
Nogle lande – heriblandt Italien og Nederland – har udtrykt ønske om et fælles europæisk sæde i Sikkerhedsrådet.
Rusland har opfordret til at udvide Sikkerhedsråd for at give mere repræsentation til asiatiske, afrikanske og latinamerikanske lande for at bryde – hvad de betegner – som "vestlig dominans". Således har Rusland eksempelvis ydret støtte til, at Indien og Brasilien skulle blive permanente medlemmer af Sikkerhedsrådet.
Den 21. marts 2005 opfordrede FN's daværende generalsekretær Kofi Annan, at FN nåede til enighed om udvidelse af Sikkerhedsrådet til i alt 24 medlemmer i en plan, der blev omtalt som "In Larger Freedom". Annan gav to alternativer til implementering, men specificerede ikke, hvilket forslag han foretrak:
- Plan A tilskyndede til dannelsen af seks nye permanente medlemmer plus tre nye ikke-permanente medlemmer (dermed i alt 24 medlemmer af Sikkerhedsrådet).[16]
- Plan B tilskyndede til dannelsen af otte nye pladser i en ny klasse af medlemmer af Sikkerhedsrådet plus én ny ikke-permanent plads. Den nye klasse af medlemmer af Sikkerhedsrådet, skulle sidde i en 4-årig periode med mulighed for forlængelse.

## Aktuelle sammensætning

### Permanente medlemslande medvetoret
- Frankrig
- Kina
- Rusland
- Storbritannien
- USA

### Ikke-permanente medlemslande[17]
- Algeriet (2024-2025)
- Danmark (2025-2026)
- Grækenland (2025-2026)
- Guyana (2024-2025)
- Pakistan (2025-2026)
- Panama (2025-2026)
- Sierra Leone (2024-2025)
- Slovenien (2024-2025)
- Somalia (2025-2026)
- Sydkorea (2024-2025)